# Spyder (entreprise)
Pour les articles homonymes, voir Spyder.
Spyder est une entreprise américaine de vêtements de sport spécialisée dans les vêtements de ski.

## Historique
Spyder a été créée en 1978 par le skieur canadien David Jacobs. Très bon skieur (il a remporté le titre de champion du Canada de ski alpin en 1957), il a été membre de l'équipe nationale canadienne de ski 1957 à 1961. Il en a également été l'entraîneur-chef de 1964 à 1966.
En 1978, alors que son fils est skieur de haut niveau, il crée une petite société de vente de textiles de ski par correspondance et conçoit notamment des chandails pour les compétiteurs.
L'une de ses premières créations est un pantalon de course à rayures allant du genou à la hanche. Son fils lui rapporte que les skieurs les surnomment « pantalon d'araignée »[source insuffisante], ce qui serait à l'origine du nom de la marque, le Y étant un clin d’œil au célèbre modèle de voiture. 
Spyder est essentiellement positionné sur deux types de matériels. D'une part des textiles techniques plutôt haut de gamme, utilisant diverses technologies brevetées (Thinsulate, Gore-Tex, D3o...) et, d'autre part, des tenues de compétitions équipant des équipes de ski professionnelles et certaines délégations nationales, notamment les équipes de ski du Canada et des États-Unis